# Las Chacras (Villa de las Rosas)
Las Chacras o Las Chacras Norte (para diferenciarla de su homónima cerca de La Paz), es una localidad argentina ubicada en el municipio de Villa de Las Rosas, Departamento San Javier, Provincia de Córdoba.
Se encuentra 5 km al nordeste del centro de la cabecera municipal, al pie de las Sierras de Córdoba. No pertenece a ninguna comuna, pero sus habitantes esperan convertirse en una comuna separada, mientras que Villa de Las Rosas pretende incluirla dentro de su jurisdicción, alegando razones históricos y que presta múltiples servicios en la zona, como dispensario, recolección de residuos y arreglo de calles.

## Geografía

### Población
Integra el componente Villa de Las Rosas, que a su vez integra el aglomerado denominado Villa Dolores - Villa Sarmiento - San Pedro - Villa de las Rosas cuya población total de 46,780 habitantes (Indec, 2010), siendo el centro urbano más grande del Valle de Traslasierra.

### Clima
Posee un clima muy agradable, con temperaturas moderadas tanto en invierno como en verano y un promedio de 300 días soleados al año.

### Sismicidad
La sismicidad de la región de Córdoba es frecuente y de intensidad baja, y un silencio sísmico de terremotos medios a graves cada 30 años en áreas aleatorias. Sus últimas expresiones se produjeron:
- 22 de septiembre de 1908 (116 años), a las 17.00 UTC-3, con 6,5 Richter, escala de Mercalli VII; ubicación 30°30′0″S 64°30′0″O / -30.50000, -64.50000; profundidad: 100 km; produjo daños en Deán Funes, Cruz del Eje y Soto, provincia de Córdoba, y en el sur de las provincias de Santiago del Estero, La Rioja y Catamarca[5]

- 16 de enero de 1947 (78 años), a las 2.37 UTC-3, con una magnitud aproximadamente de 5,5 en la escala de Richter (terremoto de Córdoba de 1947)[4]

- 28 de marzo de 1955 (69 años), a las 6.20 UTC-3 con 6,9 Richter: además de la gravedad física del fenómeno se unió el desconocimiento absoluto de la población a estos eventos recurrentes (terremoto de Villa Giardino de 1955)

- 7 de septiembre de 2004 (20 años), a las 8.53 UTC-3 con 4,1 Richter

- 25 de diciembre de 2009 (15 años), a las 21.42 UTC-3 con 4,0 Richter